# Osie Johnson
James Osie Johnson (11. januar 1923 i Washington D.C. – 10. februar 1966 i New York City) var en amerikansk jazztrommeslager. 
Johnson spillede med Earl Hines gruppe fra (1951-1953). Han har også spillet med Paul Gonsalves, Zoot Zims, Wes Montgomery, Coleman Hawkins, Sonny Stitt og Mose Allison. 